# Józef Wereszczyński (1839–1925)
Józef Wereszczyński (ur. 25 stycznia 1839 we Lwowie, zm. 24 sierpnia 1925 tamże) – prawnik, ziemianin, poseł do galicyjskiego Sejmu Krajowego i austriackiej Rady Państwa.

## Życiorys
Syn Michała Wereszczyńskiego, lekarza (zm. 1877). Po ukończeniu studiów prawniczych (doktor praw) był praktykantem adwokackim (koncypientem) we Lwowie, a następnie praktykował jako adwokat w Dąbrowie w latach 1868–1871.
Ziemianin, właściciel dóbr Sasów, a także Firlejów i Korzelice. Członek i działacz Galicyjskiego Towarzystwa Gospodarskiego, członek jego Komitetu (24 czerwca 1874 - 30 czerwca 1881).
Poseł do Sejmu Krajowego Galicji III, IV, V, VI, VII, VIII i IX kadencji (1870-1913), wybrany w I kurii obwodu Brzeżany, z okręgu wyborczego Brzeżany. W 1874 wybrany członkiem Wydziału Krajowego.
Poseł do austriackiej Rady Państwa III, IV i V kadencji (1870–1873 i 1874–1877), wybrany w III i IV kadencji przez Sejm Krajowy z kurii I (1870–1873). W Radzie Państwa V kadencji zasiadał od 24 października 1874 do 19 grudnia 1877 po wyborach uzupełniających w okręgu 9 kurii I (większej własności ziemskiej) Sambor–Staremiasto–Turka–Drohobycz–Rudki, po ustąpieniu Piotra Grossa. Zrezygnował w trakcie kadencji.
Prowadził rokowania z władzami wojskowymi w sprawie usunięcia koszar z Wawelu. 7 sierpnia 1905 roku reprezentował Kraj podczas odbierania Wawelu z rąk austriackich, podpisując wraz z Zygmuntem Hendlem i Aleksandrem Denkerem kontrakt. W 1908 roku, gdy po 35 latach ustępował z Wydziału Krajowego Sejm w uznaniu zasług przyznał mu "dożywotnią dotację w wysokości rocznej płacy, jaką dotąd pobierał".
W 1890 roku otrzymał Order Żelaznej Korony III klasy.
W 1908 Rada gminna Dobromila nadała mu tytuł honorowego obywatela w uznaniu zasług dla całego kraju, a w szczególności dla miasta Herbutów.
Poślubił Malwinę z Jaworskich. Syn Antoni (1878–1948), profesor prawa, rektor Politechniki Lwowskiej. Córka Weronika wyszła za mąż w 1892 za Franciszka Biesiadeckiego (1869–1941), bibliofila.